# غل إسبيد
غل إسبيد هي قرية في مقاطعة سردشت، إيران. يقدر عدد سكانها بـ 34 نسمة بحسب إحصاء 2016.